# Denemarken op het Eurovisiesongfestival 1966
Denemarken nam deel aan het Eurovisiesongfestival 1966 in Luxemburg. Het was de tiende deelname van het land op het Eurovisiesongfestival. 

## Finale
De Dansk Melodi Grand Prix werd gehouden in het Tivoli in Kopenhagen, het werd gepresenteerd door  Annette Faaborg. Zes artiesten deden mee, de zeven regionale jury's kozen het lied. 
| Startplaats | Artiest         | Song                       | Punten | Plaats |
| ----------- | --------------- | -------------------------- | ------ | ------ |
| 1           | Dario Campeotto | "Hjerte for hjerte"        | 1      | 5      |
| 2           | Ib Hansen       | "Lille veninde"            | 9      | 3      |
| 3           | Anette Blegvad  | "Melodien kan findes"      | 9      | 3      |
| 4           | Sussie Faber    | "Mon cœur"                 | 16     | 2      |
| 5           | Gustav Winckler | "Salami"                   | 1      | 5      |
| 6           | Ulla Pia        | "Stop - mens legen er go'" | 27     | 1      |

Op het songfestival in Luxemburg eindigde Ulla Pia teleurstellend op de veertiende plaats.

## Trivia
- In 1966 deed Denemarken voor de tiende keer mee aan het Eurovisiesongfestival maar door de aanstelling van een nieuwe directeur bij de omroep die het Songfestival niet goed gelegen was, verdwenen de Denen vanaf 1967 van het podium. Pas in 1978, bij het verdwijnen van de halsstarrige DR-directeur, keerde Denemarken terug.
- Er deden twee oud deelnemers mee aan de voorronde: Gustav Winckler en Dario Campeotto wonnen Dansk Melodi Grand Prix al eerder maar dit jaar hadden ze minder succes ze bezetten samen de twee laatste plaatsen.

1957 · 1958 · 1959 · 1960 · 1961 · 1962 · 1963 · 1964 · 1965 · 1966 · 1967-1977 · 1978 · 1979 · 1980 · 1981 · 1982 · 1983 · 1984 · 1985 · 1986 · 1987 · 1988 · 1989 · 1990 · 1991 · 1992 · 1993 · 1994 · 1995 · 1996 · 1997 · 1998 · 1999 · 2000 · 2001 · 2002 · 2003 · 2004 · 2005 · 2006 · 2007 · 2008 · 2009 · 2010 · 2011 · 2012 · 2013 · 2014 · 2015 · 2016 · 2017 · 2018 · 2019 · 2020 · 2021 · 2022 · 2023 · 2024 · 2025